# فرودگاه تراپانی–میلو
فرودگاه تراپانی-میلو  (به انگلیسی: Trapani-Milo Airport) یک فرودگاه نظامی است که یک باند فرود آسفالت دارد و طول باند آن ۱۱۰۰ متر است. این فرودگاه در شهر تراپانی کشور ایتالیا قرار دارد و در ارتفاع ۱۲۰ متری از سطح دریا واقع شده است.